# سیدنی، بریتیش کلمبیا
سیدنی شهری است واقع در انتهای شمالی شبه جزیره سانیچ در Vancouver Island در Canada، Federated state British Columbia. سیدنی یکی از ۱۳ شهر ویکتوریای بزرگ است.
جمعیت شهر سیدنی در حدود ۱۱٬۵۸۳ نفر است.
سیدنی در شرق Victoria International Airport و چند کیلومتری جنوب ترمینال فری خلیج سوارتز واقع شده است. این شهر تنها بندر کانادا است که از طریق سیستم واشنگتن فری با کشتی‌های فعال با San Juan Islands و Washington (state) در United States تماس مستمر دارد.